# Hydriomena relictata
Hydriomena relictata är en fjärilsart som beskrevs av Zetterstedt 1838. Hydriomena relictata ingår i släktet Hydriomena och familjen mätare. Inga underarter finns listade i Catalogue of Life.